# Jaroslav Vojta (fotbalista)
Jaroslav Vojta (* 1911 – ?) byl český meziválečný fotbalista, fotbalový brankář.

## Fotbalová kariéra
Hrál ve Francii za Stade Rennais FC. V domácí lize hrál za SK Židenice a Slavii, celkem v 1. československé lize nastoupil ke 12 utkáním. V roce 1935 získal se Slavií mistrovský titul.

## Ligová bilance
| Ročník                    | Zápasy | Góly | Klub             |
| ------------------------- | ------ | ---- | ---------------- |
| Division 1-Gr.B 1932/33   | 1      | 0    | Stade Rennais FC |
| 1. asociační liga 1933/34 | 7      | 0    | SK Židenice      |
| Státní liga 1934/35       | 6      | 0    | SK Slavia Praha  |
| CELKEM                    | 13     | 0    |                  |